# Mychów
Mychów (w XIX wieku Mnichów) – wieś w Polsce, położona w województwie świętokrzyskim, w powiecie ostrowieckim, w gminie Bodzechów.
Miejscowość leży na trasie  zielonego szlaku rowerowego im. Witolda Gombrowicza.

## Integralne części wsi
| SIMC    | Nazwa             | Rodzaj                |
| ------- | ----------------- | --------------------- |
| 1018634 | Łączki            | osada                 |
| 0229688 | Mizeratka         | część wsi             |
| 0229694 | Mychów Poduchowny | część wsi             |
| 0229702 | Mychów-Serwituty  | część wsi, do 2024 r. |
| 0229719 | Urzyce            | część wsi             |
| 0229725 | Żurawka           | część wsi             |

## Historia
Za czasów Jana Długosza właścicielem wsi i kolatorem miejscowego kościoła był Marcin Mychowski. Następnie Wojciech i Kalikst Mychowscy oraz Łukasz Starzechowski.
W latach 1975–1998 miejscowość administracyjnie należała do województwa kieleckiego.

## Zabytki
- Kościół parafialny pw. św. Barbary ufundowany przez dziedziczkę Mychowa Zofię Bidzińską i wzniesiony w 1772 r. Świątynia ta powstała na miejscu kościoła pw. św. Katarzyny z początku XIII w. Ma formę krzyża łacińskiego i jest zbudowana z kamienia. Kościół był remontowany po pożarze w 1921 r. i ponownie w latach 1973–1977.[7]

Kościół został wpisany do rejestru zabytków nieruchomych (nr rej.: A.595 z 18.03.1957).
- Średniowieczne grodzisko – pozostałości gródka stożkowatego z reliktami dworu rycerskiego. Jego pozostałości, jeszcze na początku XX wieku, były wykorzystywane przez miejscową ludność jako materiał budowlany[9].

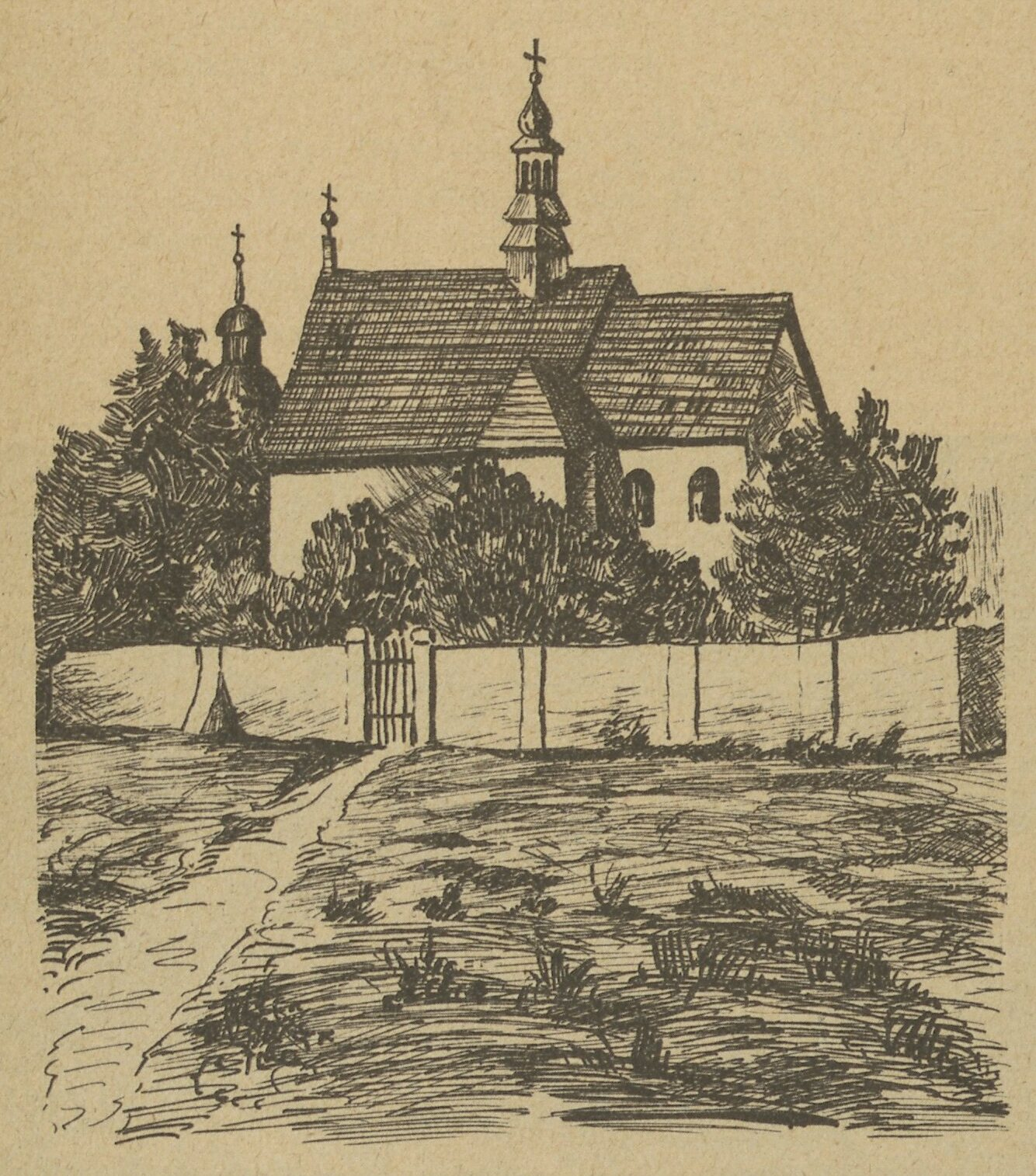
Kościół przed 1907